# Elodes burmensis
Elodes burmensis is een keversoort uit de familie moerasweekschilden (Scirtidae). De wetenschappelijke naam van de soort werd in 1974 gepubliceerd door Bernard Klausnitzer.